# Imagine (film 1972)
Imagine – amerykański film z 1972 roku w reżyserii Steve'a Gebhardta, Johna Lennona i Yoko Ono.
Po rozstaniu się z The Beatles życie Lennona zostało podporządkowane żonie i pracy nad projektami solowymi. Obie pasje udało mu się połączyć w 1971 roku, gdy wspólnie z Yoko Ono stworzył film Imagine. Został on nagrany i wyprodukowany jako wizualne uzupełnienie muzyki z albumu Imagine.